# Enriqueta Barranco
Enriqueta Barranco Castillo (Granada, 1950) es una médica española especialista en ginecología y obstetricia, además de profesora investigadora del Instituto Universitario de Investigación de Estudios de las Mujeres y de Género en la Universidad de Granada. Ejerció como ginecóloga en el Hospital Universitario Clínico San Cecilio en Granada hasta 2017.

## Trayectoria
Enriqueta Barranco estudió la licenciatura en Medicina y Cirugía y se Doctoró en la Universidad de Granada, más tarde decidió especializarse en Obstetricia y Ginecología junto al profesor Vicente Salvatierra Mateu. En plena transición española, en 1979, fue una de las primeras que comenzó a implantar dispositivos intrauterinos, conocidos como DIU, influenciada e interesada en que estos métodos llegasen a las mujeres y en la profundización de su conocimiento científico  participó en la Sociedad Española de Contracepción y de la Sociedad Europea de Contracepción donde ha contribuido frecuentemente.
Pionera en estudios sobre la menstruación realizó un estudio sobre la menstruación que duró seis meses en 2015 junto a Olga Ocón. En este estudio recogieron muestras enviadas por mujeres de toda España al Biobanco del Sistema Sanitario Público de Andalucía, ubicado en el centro de Investigación Biomédica del Campus Tecnológico de la Salud. El estudio comprendió varios aspectos, por un lado determinar el volumen medio de los sangrados, que se refieren más abundantes ahora que antes e implican que la mujer puede padecer ferropenia y anemia, y por otro el análisis de la presencia de las sustancias químicas orgánicas contaminantes como ftalatos, parabenos y benzofenonas que actúan como disruptores endocrinos y el cuerpo los asimila como hormonas lo que provoca enfermedades. En 2017, las investigaciones confirmaron que la menstruación ayuda a eliminar muchas sustancias contaminantes, que los parabenos y otros disruptores endocrinos provocan hemorragias más abundantes y síndromes premenstruales más doloroso en mujeres que se teñían el pelo a menudo.
Carme Valls Llobet, endocrinóloga catalana,también ha abordado la ignorancia del proceso menstrual por parte de la investigación científica como síntoma preocupante de un problema mucho mayor que es el sesgo masculino en la medicina. Enriqueta Barranco que ha estudiado la medicina medieval de Al-Ándalus agrega otras razones que explican la ausencia de la mujer y su menstruación en la investigación científica,
Enriqueta Barranco centrada en la defensa del interés hacia la salud sexual y reproductiva de las mujeres ha dedicado su vida laboral a la investigación sobre personajes relevantes en el ámbito de la ginecología,ha publicado la biografía de Alejandro Otero, catedrático en la universidad de Granada, y del investigador del laboratorio Pasteur en París, Antonio Chamorro y dirige su cátedra de investigación.

## Publicaciones[13]
- Agustina González López (1891-1936): Espiritista, Teósofa, escritora y política. Universidad de Granada, Editorial Universidad de Granada, 2019.  9788433865076.[14]
- La Tía del Abanico: 1938, espionaje en Granada. Enriqueta Barranco Castillo, María Isabel Brenes Sánchez. Aratapisti, 2018. 978-84-948385-0-7.[15]
- Alejandro Otero: O heroe ausente. Enriqueta Barranco Castillo, Fernando Girón Irueste, Concello de Redondela, 2013.  978-84-695-9200-7.[16]
- Antonio Chamorro Daza 1903-2003: Un investigador español en el exilio. catálogo de la exposición, Facultad de Medicina, Granada, Noviembre de 2007, Enriqueta Barranco Castillo, Fernando Girón Irueste. Universidad de Granada, 2007.[17]
- Alejandro Otero. Enriqueta Barranco Castillo, Fernando Girón Irueste. Granada; Cajagranada, Obra Social, 2006.  84-96660-05-2.[18]
- Hacia el autoconocimiento del cuerpo femenino: fertilidad y métodos naturales. Enriqueta Barranco Castillo, África Caño Universidad de Granada, Servicio de Publicaciones, 1994.  84-338-1974-7.[19]
- La obstetricia y la ginecología en la Granada de entreguerras: la escuela de Alejandro Otero (1914-1936). Enriqueta Barranco Castillo. Granada : Servicio de Publicaciones, Universidad de Granada, 1988.  84-338-0748-X.[20]

## Premios y reconocimientos
- Se la debe el diseño del Servicio de Planificación Familiar y en 2014 recibió el Reconocimiento al Personaje destacado en Salud Sexual y Reproductiva de la Sociedad Española de Contracepción (SEC).[21]
- El Foro Europa en 2001 le galardonó con su Medalla de Oro al prestigio profesional.[22]
- Reconocida en 2018 como Hija Predilecta de la Ciudad por el Ayuntamiento de Granada[23]
- En 2021 Premio de Ensayo ‘Carmen de Burgos con Neoespiritualismos y feminismos: su influencia en la obra de Agustina González López (1891-1936)[24]
- Premio Clara Campoamor en 2019.[25]